# Horbach (Freigericht)
Horbach (im lokalen Dialekt: Horwisch) ist der kleinste Ortsteil der Gemeinde Freigericht im Main-Kinzig-Kreis in Hessen.

## Geographie

### Lage
Der staatlich anerkannte Erholungsort liegt im Naturpark Spessart am Näßlichbach auf einer Höhe von 180 m über NHN, ca. 7,5 km südlich von Gelnhausen, direkt an der Landesgrenze zu Bayern.

### Nachbargemarkungen
Folgende Gemarkungen grenzen an das Ortsgebiet von Horbach:
| Bernbach     | Lützelhausen                                | Großenhausen       |
| Altenmittlau | Kompassrose, die auf Nachbargemeinden zeigt | Geiselbacher Forst |
| Neuses       |                                             | Geiselbach         |

## Geschichte

### Mittelalter
Die älteste erhaltene Erwähnung von Horbach stammt aus einer Urkunde des Jahres 850. Damals befand sich das Dorf im Besitz des Klosters Fulda. 
Das Dorf gehörte später zum Gericht Somborn, das wiederum Teil des Freigerichts Alzenau war. Dieses war zwar reichsunmittelbar, aber das Reich verpfändete oder vergab das Gebiet immer wieder. So wechselten die Landesherren, zu denen die Herren und späteren Grafen von Hanau, die Herren von Randenburg, die Herren von Eppstein und Kurmainz zählten.
Die mittelalterliche Kapelle stammt im Kern aus dem 13. Jahrhundert und war dem Erzengel Michael geweiht. Sie gehört heute der politischen Gemeinde. Kirchlich gehörte Horbach zur Pfarrei Somborn. Kirchliche Mittelbehörde war das Archidiakonat St. Peter und Alexander in Aschaffenburg, Landkapitel Rodgau.

### Ortsname
Mittelalterliche Schreibweisen des Ortsnamens waren:
- Horbahc, Horabach (um 850, aber Abschrift in einem Kopiar)[5]
- Horbach (1175)

### Frühe Neuzeit
1500 erhielten der Kurfürst-Erzbischof von Mainz und die Grafen von Hanau-Münzenberg das Freigericht und damit auch Horbach gemeinsam. Es wurde nun als Kondominat regiert. Da im Freigericht auch zur Zeit des Kondominats die kirchliche Jurisdiktion bei den Erzbischöfen von Mainz verblieb, konnte sich die Reformation – im Gegensatz zur Grafschaft Hanau-Münzenberg – hier nicht durchsetzen. Horbach blieb römisch-katholisch.
Von 1601 bis 1605 fand im Freigericht Alzenau eine große Hexenverfolgung statt. In deren Folge wurde auch eine Frau aus Horbach auf dem Scheiterhaufen als Hexe lebendig verbrannt.
1740 wurde das Kondominat mit einem Vertrag, dem „Partifikationsrezess“, in einer Realteilung aufgelöst. Horbach fiel dabei an die Landgrafschaft Hessen-Kassel, die 1736 die Grafen von Hanau beerbt hatte. Das Dorf wurde nun deren Amt Altenhaßlau zugeschlagen.

### Mühlen
An einem Betriebsgraben, der vom Näßlichbach abzweigte, lagen im Ortsbereich zwei Wassermühlen. Die Biba-Mühle lag im Südosten des Ortsbereichs und wurde 1917 stillgelegt. Die Naßmühle lag im Westen des Dorfes. Sie hatte 1895 neun Bewohner und wurde 1957 stillgelegt.

### Neuzeit
1803 wurde die Landgrafschaft Hessen-Kassel zum Kurfürstentum Hessen erhoben. Während der napoleonischen Zeit stand das Amt Altenhaßlau ab 1806 zunächst unter französischer Militärverwaltung, gehörte 1807–1810 zum Fürstentum Hanau und dann von 1810 bis 1813 zum Großherzogtum Frankfurt, Departement Hanau. Anschließend fiel es wieder an das Kurfürstentum Hessen zurück. Nach der Verwaltungsreform des Kurfürstentums Hessen von 1821, durch die Kurhessen in vier Provinzen und 22 Kreise eingeteilt wurde, ging das Amt Altenhaßlau im neu gebildeten Landkreis Gelnhausen auf. Mit der Annexion Kurhessens durch das Königreich Preußen nach dem verlorenen Krieg von 1866 wurde auch Horbach preußisch.
Die 1924–1926 errichtete neobarocke Kirche St. Michael ersetzte die mittelalterliche Kapelle als Stätte des örtlichen Gottesdienstes. Die Innenausstattung (neobarocke Skulpturen und Buntglasfenster) stammt weitgehend aus der Entstehungszeit, mit Ausnahme einer Himmelfahrt Mariens, die Pater Anton Biba aus dem Kloster Obermedlingen mitbrachte und die das Dehio-Handbuch der Rembrandt-Schule zugeordnet hatte. Eine Albert-Keates-Orgel ersetzt seit 2007 die ältere Orgel aus den 1930er Jahren.

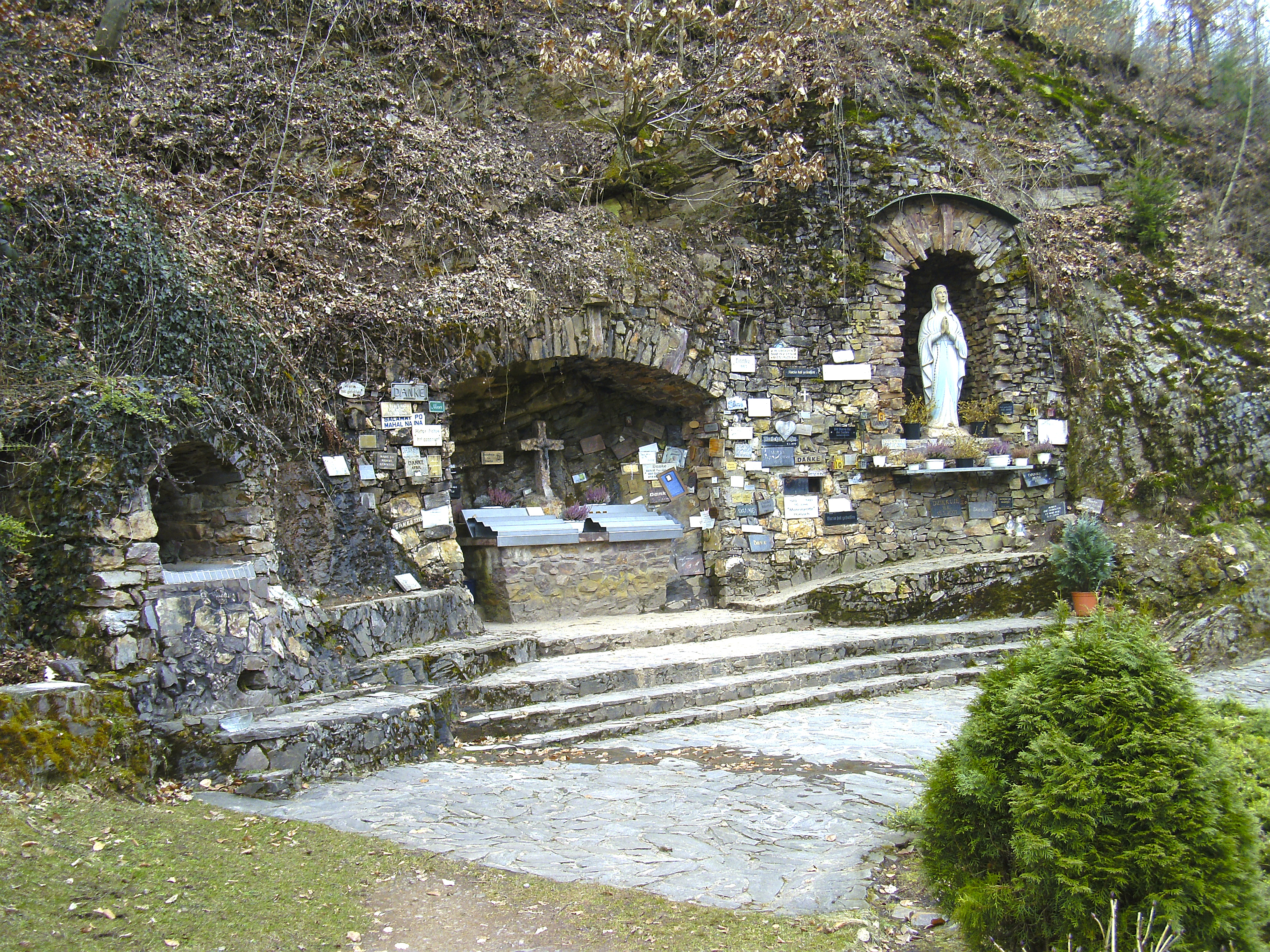
Mariengrotte

Nach dem Zweiten Weltkrieg wurde eine Mariengrotte errichtet, die 1949 eingeweiht wurde.
Zum 1. Januar 1970 wurde Horbach im Zuge der Gebietsreform in Hessen auf freiwilliger Basis mit weiteren Gemeinden zu der neuen Gemeinde Freigericht zusammengeschlossen. Gleichzeitig ging der Kreis Gelnhausen im Main-Kinzig-Kreis auf.

### Bevölkerung
Einwohnerentwicklung
 Quelle: Historisches Ortslexikon
- 1598: 15 Haushaltungen
- 1632: 10 Dienstpflichtige
- 1753: 45 Haushaltungen, 5 Beisassen, 1 Jude
- 1812: 70 Feuerstellen, 393 Seelen

| Horbach: Einwohnerzahlen von 1834 bis 2019 | Horbach: Einwohnerzahlen von 1834 bis 2019 | Horbach: Einwohnerzahlen von 1834 bis 2019 | Horbach: Einwohnerzahlen von 1834 bis 2019 | Horbach: Einwohnerzahlen von 1834 bis 2019 |
| --- | ------------------------------------------ | ------------------------------------------ | ------------------------------------------ | ------------------------------------------ |
| Jahr |                                            |                                            |                                            | Einwohner                                  |
| 1834 | 1834                                       |                                            | 463                                        | 463                                        |
| 1840 | 1840                                       |                                            | 505                                        | 505                                        |
| 1846 | 1846                                       |                                            | 510                                        | 510                                        |
| 1852 | 1852                                       |                                            | 500                                        | 500                                        |
| 1858 | 1858                                       |                                            | 447                                        | 447                                        |
| 1864 | 1864                                       |                                            | 446                                        | 446                                        |
| 1871 | 1871                                       |                                            | 424                                        | 424                                        |
| 1875 | 1875                                       |                                            | 411                                        | 411                                        |
| 1885 | 1885                                       |                                            | 390                                        | 390                                        |
| 1895 | 1895                                       |                                            | 442                                        | 442                                        |
| 1905 | 1905                                       |                                            | 546                                        | 546                                        |
| 1910 | 1910                                       |                                            | 608                                        | 608                                        |
| 1925 | 1925                                       |                                            | 659                                        | 659                                        |
| 1939 | 1939                                       |                                            | 777                                        | 777                                        |
| 1946 | 1946                                       |                                            | 1.030                                      | 1.030                                      |
| 1950 | 1950                                       |                                            | 1.075                                      | 1.075                                      |
| 1956 | 1956                                       |                                            | 1.130                                      | 1.130                                      |
| 1961 | 1961                                       |                                            | 1.241                                      | 1.241                                      |
| 1967 | 1967                                       |                                            | 1.402                                      | 1.402                                      |
| 1970 | 1970                                       |                                            | 1.728                                      | 1.728                                      |
| 1980 | 1980                                       |                                            | ?                                          | ?                                          |
| 1990 | 1990                                       |                                            | ?                                          | ?                                          |
| 2000 | 2000                                       |                                            | ?                                          | ?                                          |
| 2011 | 2011                                       |                                            | 1.644                                      | 1.644                                      |
| 2019 | 2019                                       |                                            | 1.728                                      | 1.728                                      |
| Datenquelle: Historisches Gemeindeverzeichnis für Hessen: Die Bevölkerung der Gemeinden 1834 bis 1967. Wiesbaden: Hessisches Statistisches Landesamt, 1968. Weitere Quellen: ; Gemeinde Freigericht; Zensus 2011 |                                            |                                            |                                            |                                            |

Religionszugehörigkeit
 Quelle: Historisches Ortslexikon
| • 1885: | 11 evangelische (= 2,82 %), 379 katholische (= 97,18 %) Einwohner  |
| • 1961: | 68 evangelische (= 5,48 %), 1166 katholische (= 93,96 %) Einwohner |

## Politik
Nach dem Zusammenschluss der selbstständigen Gemeinden zur Gemeinde Freigericht im Jahr 1970 wurden die einzelnen Gemeindevertretungen aufgelöst und durch Ortsbeiräte ersetzt. Mit Ablauf der kommunalen Wahlperiode 2021 wurden auch die Ortsbeiräte abgeschafft. Der letzte Horbacher Ortsvorsteher war Peter Langstrof. Mittlerweile wurden Ortsteilbeauftragte zur Wahrnehmung der Interessen der Ortsteile eingeführt. Aktuell wird dieses Amt in Horbach von Frank Geist ausgeübt.
| Parteien und Wählergemeinschaften | Parteien und Wählergemeinschaften           | 2016  | 2011  | 2006  | 2001  | 1997  |
| Parteien und Wählergemeinschaften | Parteien und Wählergemeinschaften           | Sitze | Sitze | Sitze | Sitze | Sitze |
| --------------------------------- | ------------------------------------------- | ----- | ----- | ----- | ----- | ----- |
| CDU                               | Christlich Demokratische Union Deutschlands | 1     | 1     | 2     | 2     | 2     |
| SPD                               | Sozialdemokratische Partei Deutschlands     | 4     | 3     | 3     | 3     | 2     |
| UWG                               | Unabhängige Wählergemeinschaft Freigericht  | 0     | 1     | 0     | 0     | 1     |
| gesamt                            | gesamt                                      | 5     | 5     | 5     | 5     | 5     |

## Infrastruktur
- In Horbach treffen sich die Landesstraßen 3269 und 3444.
- Von 1904 bis 1963 hatte das Dorf einen Bahnhof an der dann stillgelegten Freigerichter Kleinbahn.
- Im Näßlichbachtal östlich des Orts gibt es eine Kneippanlage zum Wassertreten. 300 m weiter kreuzt der Spessartbogen-Premiumwanderweg die L 3269 am Gondelteich und kommt auch der Kulturwanderweg „Freigerichter Bucht“ des Archäologischen Spessartprojekts vorbei.

## Persönlichkeiten
- Heinrich Strohmeyer (1871–1955), Oberförster in Munster im Elsass und später Ministerialrat der Reichsregierung in Berlin
- Karlheinz Diez (* 1954), geboren in Horbach, Weihbischof des Bistums Fulda
- Wilhelm Winter († 1958), ehem. Bürgermeister von Horbach, nach dem die Wilhelm-Winterstraße benannt wurde, er war maßgebend für den Kanalbau in Horbach verantwortlich und den Gondelteich. Er war Mitbegründer des Verkehrsvereins. Noch heute wohnt sein Enkel Joachim Heeg in Horbach.